# Akane Yamaguchi
Akane Yamaguchi (山口 茜, Yamaguchi Akane, n. 6 juny 1997 a la Prefectura de Fukui) és una esportista japonesa que competeix en bàdminton en la categoria individual. És una de les adolescents japoneses prodigi que molta gent prediu que són competidors individuals de les dones d'elit. Ella va arribar a la final de la BWF World Junior Championships tres anys consecutius, de guanyar la plata en el 2012 BWF World Junior Championships a Chiba, Japó i guanyar l'or dues vegades, una vegada al 2013 BWF World Junior Championships a Bangkok, Tailàndia i un cop al 2014 BWF World Junior Championships a Alor Setar, Malàisia. A l'edat de 16 anys i 3 mesos, Yamaguchi es va convertir en el jugador més jove a guanyar el torneig de la BWF Super Series en vèncer a la seva compatriota Shizuka Uchida a la final de 2013 Japan Super Series. Aquesta va ser també la primera vegada que una dama japonesa va guanyar la prova a casa en individual en el Japan Open. Aquest va ser de fet una primícia històrica, ja que mai s'ha aconseguit una victòria del Japan Open pel mateix país.